# Паперівка
Папері́вка (Папірка, Папірубка, Алебастрове, Кальвіль білий королівський) — сорт яблуні народної селекції виведений у балтійському регіоні. Поширений на Поліссі та Лісостепу. Особливо багато таких яблунь на присадибних ділянках.
Дерево має середній зріст. В молодому віці крони вузькі, пірамідальні. Пізніше, з початком плодоносіння, стає широкоовальною або округлою, негустою. 
Починає плодоносити на четвертий — п'ятий рік після садіння, якщо садити дворічні рослини. Урожайність висока, але з роками стає плодоносити різко періодично через перевантаженість врожаєм.  Плоди середніх розмірів (110–160г) сплющено-округлоконічні, мають зеленувато-жовтий колір і багато підшкірних цяток. М'якуш білий, ніжний, соковитий, доброго кисло-солодкого смаку зі слабким ароматом. Достигають у першій декаді серпня.
Шкірка плодів тонка і легко пошкоджується, через це транспортабельність невисока. Зберігаються 2—3 тижні. Вживають у свіжому вигляді, а також виготовляють соки і компоти.
Попри те, що багато авторів ототожнюють ці яблука з сортом білий налив, ця думка є хибною. Паперівка стигне на 2 тижні пізніше. Її плоди більші, конічної форми (великі плоди тригранні), трохи кисліші на смак, соковитіші, при достиганні рум'янець відсутній. Дерева менш зимостійкі як порівняти з білим наливом, але менше уражуються паршею.
Вважається, що сорт паперівка історично був і залишається серед найпоширеніших на Покутті, Опіллі.